# Sophie Menter
Sophie Menter (Múnic, 29 de juliol de 1846 - 23 de febrer de 1918) fou una pianista i compositora alemanya que es convertiria en l'estudiant femenina favorita de Franz Liszt. Es deia d'ella que era la reencarnació de Liszt a París a causa de la robusta i electrificant manera de tocar i era considerada una dels virtuosos de piano més grans del seu temps.
Sophie Menter naixia a Múnic, filla del violoncel·lista Joseph Menter i la cantant Wilhelmine Menter (nascuda Diepold). Estudià piano amb Siegmund Lebert i Friedrich Niest. Als 15 anys va tocar el concert per a piano de Carl Maria von Weber sota la direcció de Franz Lachner. Després actuaria a Stuttgart, Frankfurt i Suïssa, i el 1867 tornà a ser aclamada per la seva interpretació de la música de piano de Liszt al Gewandhaus de Leipzig. A Berlín, després d'estudiar amb el famós pianista Carl Tausig i amb Hans von Bülow, es convertia en alumna de Liszt el 1869. Entre 1872 i 1886 va estar casada amb el violoncel·lista David Popper. El 1881 actuà a Anglaterra i se li atorgà l'afiliació honorífica de la Societat Filharmònica Reial dos anys més tard. El 1883 es convertí en professora de piano al Conservatori de Sant Petersburg, però en marxava el 1886 per continuar els concerts.
Txaikovski també coneixia molt bé Menter, i li va dedicar el Concert Fantasia. Mentre coincidí amb ella a Àustria el setembre de 1892, componia Ungarische Zigeunerweisen (Concert en estil hongarès) per a piano i orquestra, del qual en dirigí l'estrena a Odessa quatre mesos més tard.